# Grodkowo (województwo mazowieckie)
Grodkowo – wieś sołecka (do 31 grudnia 2002 osada) w Polsce położona w województwie mazowieckim, w powiecie płockim, w gminie Wyszogród.
| SIMC    | Nazwa      | Rodzaj    |
| ------- | ---------- | --------- |
| 0579135 | Wychylówka | część wsi |

W latach 1975–1998 miejscowość administracyjnie należała do województwa płockiego. 1 stycznia 2003 roku ówczesna osada Grodkowo stała się wsią, a jej częścią stała się ówczesna wieś Wychylówka.